# Quatuor pour une enquête
Quatuor pour une enquête (Vier Frauen und ein Todesfall, trad. litt. : « Quatre femmes et un décès ») est une série télévisée policière autrichienne en 66 épisodes de 41 minutes diffusée entre le 17 février 2006 et le 19 octobre 2020 sur l'ORF 1.
En France, la série est diffusée depuis le 5 janvier 2009 sur Arte. Elle reste inédite dans les autres pays francophones.

## Synopsis
Quatre femmes de différents âges, les "femmes d'enterrement", se rencontrent après chaque mort dans le village fictif d'Ilm et, dès que l'une d'elles dit : « Je ne pense pas que ce soit un accident », elles développent leurs théories sur la mort de la personne concernée. Dès lors, le village commente plus ou moins l'enquête des quatre femmes sous la direction de Julie Zirbner.

## Distribution
| Les 4 femmes            | |                            |     |
| Julie Zirbner           | Veuve, tient une liaison amoureuse avec Raphael Dorn à la fin de la troisième saison.                         | Adele Neuhauser            | 1-  |
| Maria Salchegger        | Née Deng, épouse Valentin Salchegger dans la troisième saison, tient une chambre d'hôtes.                     | Brigitte Kren              | 1-  |
| Sabine Schösswender     | Secrétaire de mairie.                                                                                         | Martina Poel               | 1-  |
| Henriette Caspar        | Médecin, quitte la série au début de la seconde saison.                                                       | Gaby Dohm                  | 1-2 |
| Mona Brand              | Médecin, quitte la série à la fin de la seconde saison.                                                       | Stephanie Japp (de)        | 2   |
| Lola Brand              | Médecin, quitte la série au début de la quatrième saison.                                                     | Julia Stinshoff            | 3-4 |
| Pippa Sponring          | Fille de Julie Zirbner et Toni Steiger.                                                                       | Miriam Stein               | 4-  |
| Personnages secondaires | |                            |     |
| Andreas Paulmichl       | Policier. | Raimund Wallisch           | 1-  |
| Toni Steiger            | D'abord facteur, dans la quatrième saison devient policier, père de Pippa Sponring.                           | Gerhard Greiner (de)       | 1-  |
| Franzi Deng             | Cuisinier, fils de Maria Salchegger et de Pepperl Nothdurfter, ami de Sabine Schösswender.                    | Michael Ostrowski          | 1-  |
| Rocco Schösswender      | Fils de Sabine Schösswender et Franzi Deng, va en internat avant la quatrième saison.                         | Lukas Schwaiger            | 1-3 |
| Pepperl Nothdurfter     | Bourgmestre (jusqu'à la fin de la troisième saison), a un penchant pour les mots d'esprit.                    | Georges Kern (de)          | 1-  |
| Mitzi Nothdurfter       | La femme du maire, devient Bourgmestre (lors de la quatrième saison)                                          | Brigitte Jaufenthaler (de) | 1-  |
| Edith Brunner           | Assistante médicale, à partir de la quatrième saison prostituée et propriétaire de la maison close "Saustall" | Gabriela Schmoll (de)      | 1-  |
| Valentin Salchegger     | Tient une chambre d'hôtes                                                                                     | Charly Rabanser (de)       | 1-  |
| Brigl                   | Agent d'assurances et conseiller financier, se suicide lors de la troisième saison.                           | Serge Falck                | 1-3 |
| Heli Bacher             | Directeur de banque                                                                                           | Carl Achleitner            | 1-3 |
| Petra Patterer          | Policière, part enceinte en Islande à la fin de la quatrième saison.                                          | Nike van der Let           | 3-4 |
| Raphael Dorn            | Prêtre (saison 3), abandonne la religion pour être avec Julie Zirbner (saison 4).                             | Harald Schrott             | 3-  |
| Wiebke                  | Serveuse, prostituée (saison 4).                                                                              | Marion Reiser              | 3-  |
| Herta Siegwald          | Policière garçon manquée, remplaçante de Petra Patterer à la fin de la quatrième saison.                      | Angelika Richter           | 4-  |
| Anton Prinz             | Prêtre, successeur de Raphael Dorn                                                                            | Markus Linder              | 4-  |

### Doublage
- Gaby Dohm (VF : Pauline Larrieu) : Henriette Caspar
- Gerhard Greiner (de) (VF : Jean-Luc Atlan) : Toni Steiger
- Brigitte Kren (VF : Sylvie Feit) : Maria Dengg
- Gabriela Schmoll (de) (VF : Yvette Petit) : Edith Brunner

 Source et légende : version française (VF) sur RS Doublage.

## Histoire
Trois réalisateurs participent à la première saison. La constante est le cadre : la région du Salzkammergut, les communes de Mondsee et de Faistenau. Dans un paysage de carte postale, la série montre l'esprit autrichien et quatre femmes atypiques.
À ses débuts, la critique n'aime pas. Avec 1,3 million de téléspectateurs, la série est un échec. Mais ÖRF décide de continuer à produire la série.
En avril 2007, la chaîne diffuse les huit nouveaux épisodes de la seconde saison réalisés entre juin et octobre 2006.
En mars 2010, elle diffuse la troisième saison en six épisodes tournés en 2008. Elle est initialement la dernière saison.
En septembre 2011, six nouveaux épisodes sont réalisés et son diffusés en mars 2012.
En mai 2012, on tourne la cinquième saison qui est diffusée fin avril 2013. Pour une fois, il n'y a pas chaque mort à chaque épisode, mais un mort dont l'enquête se déroule sur trois épisodes.
La sixième saison est tournée d'avril à juillet 2013 pour être diffusée initialement en avril 2014.
La septième saison est diffusée de mars à avril 2015.
La huitième saison débute en octobre 2019.